# Deggingen
Deggingen là một xã ở huyện Göppingen ở Baden-Württemberg ở miền nam nước Đức. Đô thị này có diện tích 22,7 km²,. dân số thời điểm 31 tháng 12 năm 2020 là 5304 người.